# Lampides paramalaccana
Lampides paramalaccana är en fjärilsart som beskrevs av Corb. Lampides paramalaccana ingår i släktet Lampides och familjen juvelvingar. Inga underarter finns listade i Catalogue of Life.